# Bengtgöran Flood
Bengtgöran Flood, född 1953 i Töcksfors, är en svensk konstnär och pedagog. Han har huvudsakligen arbetat med traditionell grafik som torrnålsgravyr och olika former av etsning, men även gränsöverskridande tekniker som gummitryck, fotogravyr och artist's books. Vid sidan av sitt eget skapande har han varit verksam som lärare i grafik.
Flood studerade vid Kyrkeruds Estetiska Folkhögskola åren 1974–1976.
Han har medverkat i samlingsutställningar på Riksdagshuset i Stockholm, De Krabbedans i Eindhoven i Holland, Arvika Konsthall, Alma Löv Museum i Sunne, Stockholm Art Fair i Sollentuna, Rackstadmuseet i Arvika, Kristinehamns konstmuseum och Sweden House i Bryssel. Han har även deltagit på Vårsalongen på Liljevalchs konsthall, Grafiktriennalen på Göteborgs konsthall och på Värmlands konstförenings höstsalonger på Värmlands museum Karlstad och Kristinehamns konsthall.
Flood står för en kopparrelief 200×150 cm på Nordmarkens skola i Årjäng.
Flood är representerad vid Statens konstråd, Värmlands Museum, Göteborgs konstmuseum[källa behövs], China Printmaking Museum i Shenzhen samt ett flertal landsting och kommuner i Norden.

## Utmärkelser
Bengtgöran Flood har bland annat tilldelats Värmlands konstförenings ungdomsstipendium, Värmlands konstförenings resestipendium, Statligt arbetsstipendium, Värner Medias konstnärsstipendium, Årjängs kommuns kulturstipendium, Värmlands konstförenings Thor Fagerqvists stipendium och Värmlands konstnärsförbunds stipendium.
2010 tilldelades Flood Gustaf Fröding-sällskapets hedersmedalj för sina gravyrer föreställande Gustaf Fröding.